# قوانين مكافحة تمازج الأجناس
قوانين مكافحة تمازج الأجناس هي قوانين تفرض الفصل العنصري على مستوى الزواج والعلاقات العاطفية من خلال منع الزواج بين الأعراق وأحياناً تمنع حتى ممارسة الجنس بين أفراد من أعراق مختلفة. تم تطبيق قوانين مكافحة تمازج الأجناس لأول مرة في أمريكا الشمالية في أواخر القرن السابع عشر من قبل العديد من الجاليات الثلاث عشرة وبقيت سارية في العديد من الولايات والأقاليم الأمريكية حتى عام 1967. ألغت العديد من الدول بعد الحرب العالمية الثانية قوانينها الخاصة بمكافحة تمازج الأجناس واعتبرت المحكمة العليا في عام 1967 أثناء الحكم في قضية لوفينغ ضد فرجينيا أن قوانين مكافحة تمازج الأجناس المتبقية ليست دستورية.
تم تطبيق قوانين مماثلة في ألمانيا أثناء الحكم النازي كجزء من قوانين نورمبرغ التي صدرت في عام 1935، كما كانت جزءاً من نظام الفصل العنصري الذي تم في جنوب أفريقيا في عام 1948. كما اصطُلح في عام 1863 مصطلح «تمازج الأجناس» للتعبير عن الزواج والتعايش والجنس بين الأعراق، ولكن استخدام المصطلح بات نادراً حاليًا باستثناء استخدامه عند الرجوع للقوانين التي تحظر هذه الممارسة!

## الولايات المتحدة الأمريكية
على الرغم من عدم وجود قوانين لمكافحة تمازج الأجناس على مستوى البلاد، إلا أنه كان معتمدًا في بعض الولايات بشكل فردي، لا سيما في الولايات الجنوبية التي تحظر تمازج الأجناس، كانت هذه القوانين جزءاً من القانون الأمريكي في مرحلة ما قبل تأسيس الولايات المتحدة وبقيت كذلك حتى قضت المحكمة العليا الأمريكية في قضية لوفينغ ضد فرجينيا في عام 1967 بأنها ليست دستورية وحظرت جميع قوانين مكافحة تمازج الأجناس بين البيض والجماعات الأخرى وخاصة الزنوج والأمريكيين الأصليين والأمريكيين الآسيويّين. صدر في عام 1691 أول قانون لمكافحة تمازج الأجناس والذي طبق على الرجال والنساء على حد سواء في مستعمرات فرجينيا حيث كانت عقوبتهم النفي. كان يحظر على الإنجليزي أو غيره من الرجال أو النساء البيض أن يكونوا أحراراً في الزواج من الزنوج أو الهنود. وحتى إن لم تتم محاكمتهم بتهمة تمازج الأجناس، كانت تتم محاكمتهم بتهمة الزنا.
حظرت ولاية أوكلاهوما في عام 1908 الزواج بين شخص من أصل أفريقي وأي شخص آخر ليس من أصل أفريقي بينما حظرت لويزيانا في عام 1920 الزواج بين الأمريكيين الأصليين والأمريكيين الأفارقة، أما ماريلاند فقد حظرت في عام 1935 الزواج بين السود والفلبينيين. كانت قوانين العديد من الولايات تجرّم تمازج الأجناس والمعاشرة والجنس بين البيض وغير البيض.

## جنوب أفريقيا
يعود الحظر المبكر للزواج بين الأعراق إلى فترة حكم شركة الهند الشرقية الهولندية عندما حظر المفوض السامي فان ريدي في 1685 الزواج بين المستوطنين الأوروبيين والعبيد والنساء ذوات الدم الكامل (أي من أصل آسيوي أو أفريقي خالص). لم يطبق القرار قط.
أقرت حكومة التحالف الائتلافية في عام 1927 قانوناً يحظر الزواج بين البيض والسود (ولكن ليس بين البيض والناس الملونين). وجرت محاولة لتمديد هذا الحظر في عام 1936 ليشمل الزواج بين البيض والملونين بشكل عام وتم تقديم مشروع القانون في البرلمان ولكن لجنة التحقيق رفضته. يحظر قانون حظر الزواج المختلط في جنوب أفريقيا والصادر عام 1949 بموجب قانون الفصل العنصري الزواج بين البيض وأي شخص يُعتبر غير أبيض. وفر قانون تسجيل السكان (رقم 30) لعام 1950 الأساس لفصل سكان جنوب أفريقيا إلى أعراق مختلفة. تم تصنيف جميع سكان جنوب أفريقيا وفقاً لبنود هذا القانون على أنهم أشخاص بيض أو ملونين أو من السكان الأصليين (أطلق عليهم لاحقاً اسم بانتو). أُدرج الهنود في عام 1959 تحت فئة «آسيويين». وفي عام 1950 أيضاً صدر قانون الفجور الذي يجرم جميع العلاقات الجنسية بين البيض وغير البيض. مدد قانون الفجور لعام 1950 حظراً مسبقاً على العلاقات الجنسية بين البيض والسود (قانون الفجور [رقم 5] لعام 1927) ليشمل حظر العلاقات الجنسية بين البيض وأي شخص غير أبيض. أُلغي كلا القانونين في عام 1985 كجزء من الإصلاحات التي أجريت خلال فترة ولاية ب.و.بوثا.

## الشرق الأوسط

### مصر
تقوم الحكومة في مصر بعمل مراجعة لجميع الزيجات بين الرجال المصريين والنساء الإسرائيليات لتقرر على أساس فردي ما إذا كان سيتم تجريد الرجال من جنسيتهم المصرية، حيث يأخذ مجلس الوزراء في عين الاعتبار ما إذا كانت المرأة الإسرائيلية عربية أم يهودية. يتم ذلك لأسباب سياسية وليست عرقية باعتبار الإسرائيليين ليسوا عرقاً وهناك إسرائيليون من أصل مصري. يقول القانون المصري إنه لا يمكن إلغاء الجنسية إلا إذا ثبت أن المواطن يتجسس على بلده وأن الزواج من إسرائيلية يعتبر عملاً من أعمال التجسس.

### إسرائيل
لا يوجد في إسرائيل حكم بالزواج المدني لذلك لا يمكن إجراء الزيجات إلا بين أشخاص من نفس الديانة. الزواج عبر الديانات التي تتم في الخارج معترف بها عموماً بالتالي كنتيجة لذلك لا يمكن لليهود قانونياً الزواج من غير اليهود داخل إسرائيل وهذا ما يدفع عددًا كبيرًا من الإسرائيليين للزواج في قبرص.

### المملكة العربية السعودية
يحظر على النساء السعوديات الزواج من رجال ليسوا من دول مجلس التعاون الخليجي دون استثناء خاص من الملك. لا يسمح للنساء السعوديات -كمسلمات- وتحت أي ظرف من الظروف بالزواج من رجال غير مسلمين بموجب الشريعة الإسلامية. كما يحتاج الرجال السعوديون إلى تصريح حكومي للزواج من امرأة أجنبية ويجب أن يبلغوا 25 عاماً على الأقل للتقدم بطلب للحصول على هذا التصريح، وقد لا يحصلون على تصريح باتخاذ امرأة أجنبية كزوجة ثانية إلا إذا كانت الزوجة الأولى مصابة بالسرطان أو معاقة أو غير قادرة على الإنجاب. يُحظر على الرجال السعوديين الزواج من نساء من بنغلادش وميانمار وتشاد وباكستان.

## آسيا

### الصين
صدرت القوانين والسياسات التي تحظر تمازج الأجناس بما في ذلك مرسوم 836 م الذي يحظر على الصينيين إقامة علاقات مع شعوب أخرى مثل الإيرانيين والعرب والهنود والماليزيين والسومطرانيين وما إلى ذلك.

### الهند
سُكنت شبه القارة الهندية في حوالي 1500 قبل الميلاد من قبل الهندو أوروبيين من السند والذين يطلق عليهم الآريين، يتم وصف السكان غير الآريين والذين كانوا في ريجفيدا على أنهم أشخاص سوداويين ويعبدون الناس وتم تسميتهم ب«داسا» (وتعني خادم).
أنشأ الآريون نظاماً صارماً من الطبقات الاجتماعية يسمى فارنا (الطبقة) حيث هبط غير الآريين إلى أدنى مرتبة والتي سميت «شودرا». وتم تكليف الشودرا بخدمة الطبقات الأخرى واستُبعدوا من الشركة الطقسية. حيث يُحظر على أعضاء النيران الأربعة تناول الطعام معاً أو الزواج من بعضهم البعض. كان الشودرا الذين أنزلوا إلى أكثر المهن المهينة والمعروفة الآن باسم الداليت يُعتبرون أعضاء في فارنا الخامسة واعتبروا غير قابلين للمساس. وكان الاتصال الجسدي بينهم وبين الأنواع الأخرى ممنوعاً منعاً باتاً. 
أقر البريطانيون في عام 1857 بعد أحداث التمرد الهندي العديد من قوانين مكافحة تمازج الأجناس.

### كوريا الشمالية
بدأت كوريا الشمالية بعد تدهور العلاقات بين كوريا الشمالية والاتحاد السوفيتي في الستينيات بفرض ممارسات مثل إجبار مواطنيها الذكور الذين تزوجوا من نساء من أوروبا الشرقية على الطلاق. واتّهمت الحكومة الكورية الشمالية بالإضافة إلى ذلك بإجراء عمليات إجهاض قسري وقتل الأطفال الهاربين العائدين «لمنع بقاء الأطفال النصف صينيين».